# Casa del Baró de la Barre
La Casa del Baró del Barre és un edifici situat al carrer Gran de Gràcia, 190-192 cantonada amb el de Rosa Puig-Rodon de Barcelona, descatalogat a la darrera revisió del Catàleg de Patrimoni dels barris tradicionals del districte de Gràcia. Actualment allotja l'Espai Jove La Fontana.

## Història i descripció
El 1830, Àgata Trilla va establir en emfiteusi set solars de la finca que havia heretat de la seva família a Joan Antoni de la Barre i de Pechman (1770-1851), baró de la Barre de Flandes, on aquest faria construir una casa senyorial d'estil neoclàssic, amb un gran jardí a la part posterior i una loggia.
Arran de les epidèmies de còlera de 1865 i de la febre groga de 1870, va ser utilitzada com a asil. A partir del 1920, fou el col·legi de Sant Josep i Santa Rosa (Escola Obra Social infantil OSI), que aplegava infants de famílies amb pocs recursos, sobretot durant les primeres dècades de la postguerra. L'escola, a la qual s'entrava per una porta de carros al carrer de Santa Rosa, es distribuïa en dues parts: a la primera, a tocar del carrer de Trilla, hi havia un pavelló de planta baixa amb dues classes per als pàrvuls, que disposaven de gairebé tota la resta del jardí com a pati, mentre que els de primària ocupaven la casa principal, amb classes segregades de nens i de nenes.
L'escola va tancar el 1993, i durant anys, la finca només es feia servir per a activitats esporàdiques, com els assajos dels Castellers de la Vila de Gràcia. Finalment, a l'espai de l'edifici dels pàrvuls s'hi va construir la nova escola bressol Sant Medir, inaugurada el 12 de setembre del 2007. Després d'anys de cercar ubicacions i de reivindicacions veïnals, 
l'Ajuntament decidí ubicar-hi l'Espai Jove La Fontana (nom oficial) o el Casal de Joves de Gràcia (nom reivindicatiu), inaugurat el 7 de febrer del 2009 i gestionat pel Consell de la Joventut de Barcelona. Tanmateix, amb la darrera reforma s'hi van modificar les obertures de les façanes, i també s'hi aixecà un nou pis d'estil modern, unes intervencions que allunyen l'edifici del seu valor arquitectònic original i que han propiciat que fos exclòs del Catàleg de Patrimoni de la ciutat.

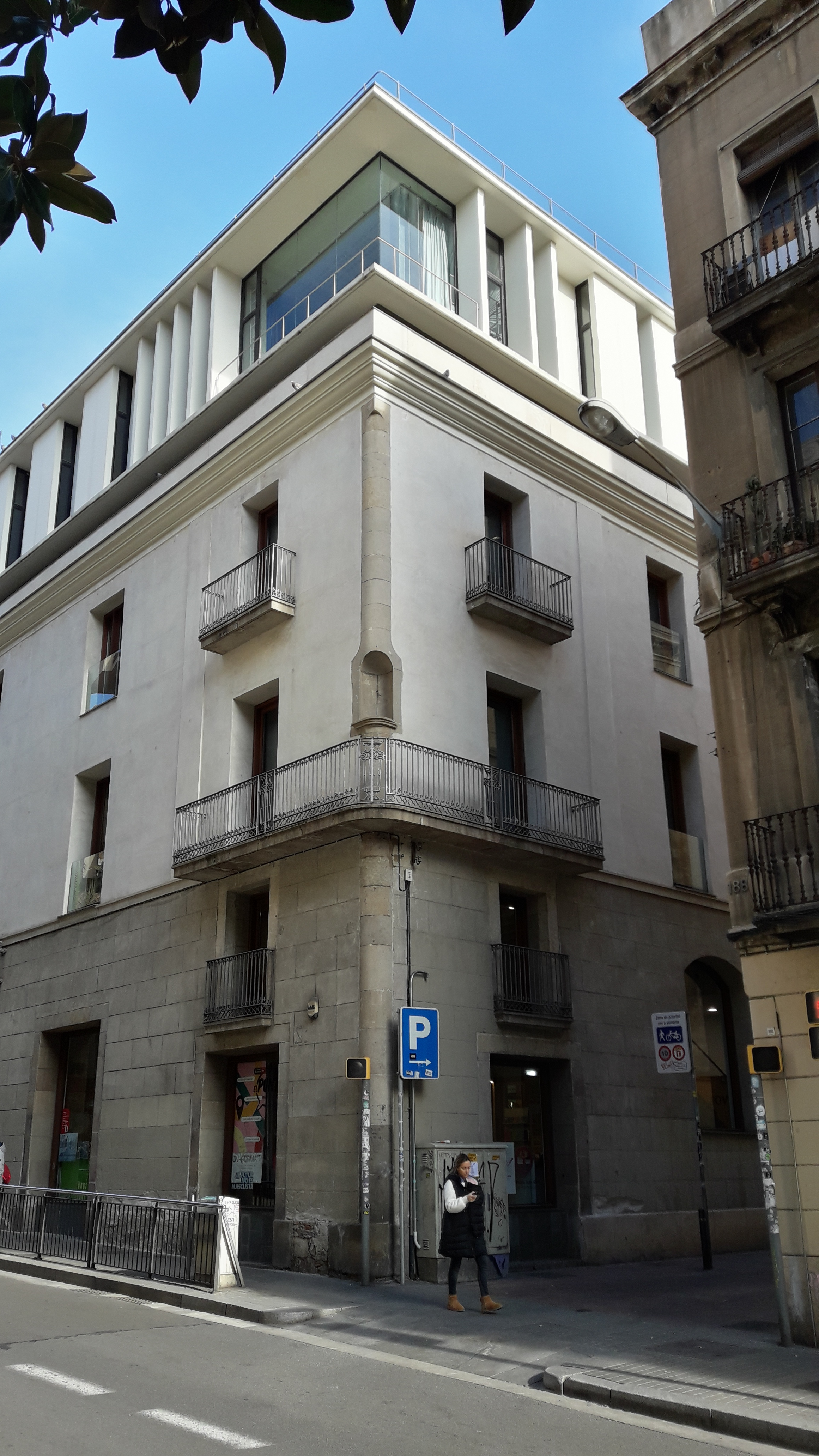
Façanes als carrers Gran de Gràcia i de Santa Rosa